# Granton (Wisconsin)
Granton è un villaggio degli Stati Uniti d'America, situato in Wisconsin, nella contea di Clark.